# Duo concertante (Lindberg)
Pour les articles homonymes, voir duo concertant.
Ne doit pas être confondu avec Duo concertant pour violon et piano.
Le Duo concertante (en français : « duo concertant ») pour clarinette, violoncelle et ensemble de chambre est une œuvre de Magnus Lindberg (1992).

## Analyse
Duo concertante est une deuxième version de la pièce Steamboat Bill Jr (1990), dédiée à deux instruments solo (clarinette et  violoncelle) et à un ensemble de chambre basé sur l'effectif du Nieuw Ensemble (Amsterdam).

« Le concept de Steamboat Bill Jr. était doté d'une pensée harmonique, que la réalisation avec seulement deux instruments avait laissée sous-jacente. Dans Duo concertante, une grande partie de l'iceberg est audible, l'ensemble articulant des aspects plus profonds du matériau musical. L'ensemble, composé de huit musiciens, accrédite l'idée d'un duo se formant par famille : flûte et hautbois, mandoline et guitare, vibraphone et harpe, alto et contrebasse. »

— Note de programme
Le principe de cette pièce est basé sur une disposition harmonique, enchaînant utilisant des successions d'accords dans lesquels la musique chemine erratiquement dans diverses combinaisons. Le Duo concertante est soutenu par deux solistes, mais l'ensemble complet travaille des niveaux plus profonds dans le matériau musical. Le style musical de la pièce présente des éléments de musique sérielle ainsi que des éléments de musique minimaliste. Lindberg résume la pièce en la décrivant comme une « écriture kaléidoscopique » basée sur une variété maximale tirée d'un matériau musical limité.

## Instrumentation
- Solistes : clarinette, violoncelle
- Ensemble : flûte, hautbois (aussi cor anglais), vibraphone, guitare, mandoline, harpe, alto, contrebasse

## Enregistrements
- Magnus Lindberg, Ur, Corrente, Duo concertante, Joy, avec l'Ensemble InterContemporain dirigé par Péter Eötvös (Accord, 1994).